# Trichloridella
Trichloridella, monotipski rod zelenih algi u porodici Pyramimonadaceae, dio reda Pyramimonadales. Jedina vrsta je alga T. paradoxa iz Češke i Rumunjske

## Opis
Flagelat u obliku graha s ravnom ili blago konkavnom trbušnom stranom i konveksnom dorzalnom stranom. Ima tri flagele umetnute ventralno i izlaze blizu prednjeg kraja iz središnje brazde. Dvije flagele su raspoređene simetrično, dok treća, koja je obično duža od ostalih, ima središnji položaj. Deblji je od ostalih i tumačen je kao dvostruki flagelum. Ćelija je očito bez zidova. Sadrži jedan parijetalni kloroplast koji prekriva veći dio dorzalne i bočne strane i dva pirenoida. Jedna stigma nalazi se blizu stražnjeg kraja kloroplasta. Nekoliko kontraktilnih vakuola. Spolno razmnožavanje nepoznato. Ovaj upečatljivi flagelat, opisan iz slatke vode u Čehoslovačkoj (Pascher, 1927), nikada nije ponovno pronađen.

## Sinonimi
- Trichloris paradoxa Scherffel & Pascher 1927